# Parafia Narodzenia Najświętszej Marii Panny w Kumielsku
Parafia Narodzenia Najświętszej Marii Panny w Kumielsku – parafia rzymskokatolicka, znajdująca się w diecezji ełckiej, w dekanacie Biała Piska.